# 墓碑山
72°27′S 169°42′E / 72.450°S 169.700°E
墓碑山是南極洲的山峰，位於維多利亞地的博克格雷溫克海岸，屬於埃迪斯托冰川的一部分，處於埃迪斯托冰川北岸，海拔高度1,050米，由新西蘭探險隊命名。